# ジクロキサシリン
ジクロキサシリン（Dicloxacillin）とは、半合成のペニシリン系の抗菌薬の1種である。

## 構造・性質

ジクロキサシリンの線角構造式。ペナム骨格を持っているのが見て取れる。アミド（ラクタムではない方のアミド結合）を形成しているアミン側の構造は、ペニシリンと全く同じ6-アミノペニシラン酸であることも判る。

ジクロキサシリンの分子式はC19H17Cl2N3O5S、分子量は470.3264である

。
ジクロキサシリンは、他のペニシリン系抗菌薬と同じく、細菌の細胞壁の構成成分であるペプチドグリカンの生合成を阻害することによって、抗菌活性を発揮する。なお、ペニシリンはβ-ラクタマーゼによって4員環のラクタムが加水分解されて抗菌活性を失うわけだが、それはジクロキサシリンの場合も同様である。しかしながら、ジクロキサシリンはある程度β-ラクタマーゼに対して耐性を持っており

、ラクタムの加水分解を受けにくい。

## 類似構造薬
オキサシリンは、ジクロキサシリンが持つ全ての塩素原子が、水素原子に置換された構造をしている。クロキサシリンは、ジクロキサシリンが持つ塩素原子のうちの1つが、水素原子に置換された構造をしている。そして、オキサシリン、クロキサシリン、ジクロキサシリンは、全てペニシリン系の抗菌薬である。